# Serie B 2023/2024
Soutěžní ročník Serie B 2023/24 byl 92. ročník druhé nejvyšší italské fotbalové ligy. Základní část soutěže začala 18. srpna 2023 a skončila 10. května 2024. Zúčastnilo se jí 20 týmů; z toho se 13 kvalifikovalo z minulého ročníku, 3 ze Serie A a 4 ze třetí ligy. Nováčci ze třetí ligy byli: Feralpisalò, Catanzaro, Reggiana a Lecco. Klub Reggina nezískal kvůli financím licenci a místo zaujal klub Brescia, který nakonec nesestoupil.

## Účastníci
| Klub        | Město         | Stadion                                 | Trenér | Minulá sezona                            |
| ----------- | ------------- | --------------------------------------- | --- | ---------------------------------------- |
| Ascoli      | Ascoli Piceno | Stadio Cino e Lillo Del Duca            | William Viali (1.–13. kolo) Fabrizio Castori (14.–29. kolo) Massimo Carrera                                                                       | 12. místo v Serii B                      |
| Bari        | Bari          | Stadio San Nicola                       | Michele Mignani (1.–9. kolo) Pasquale Marino (10.–23. kolo) Giuseppe Iachini (24.–33. kolo) Federico Giampaolo                                    | 3. místo v Serii B                       |
| Benátky     | Benátky       | Stadio Pier Luigi Penzo                 | Paolo Vanoli | 8. místo v Serii B                       |
| Brescia     | Brescia       | Stadio Mario Rigamonti                  | Daniele Gastaldello (1.–2. kolo) Rolando Maran (3. kolo) Daniele Gastaldello (4.–12. kolo) Luca Belingheri (13. kolo) Rolando Maran               | 16. místo v Serii B                      |
| Catanzaro   | Catanzaro     | Stadio Nicola Ceravolo                  | Vincenzo Vivarini | 1. místo ve skupině C v Serii C (postup) |
| Cittadella  | Cittadella    | Stadio Piercesare Tombolato             | Edoardo Gorini | 15. místo v Serii B                      |
| Como        | Como          | Stadio Giuseppe Sinigaglia              | Moreno Longo (1.–2. kolo) Cesc Fàbregas (3. kolo) Moreno Longo (4.–13. kolo) Cesc Fàbregas (14.–18. kolo) Marco Cassetti (19. kolo) Osian Roberts | 13. místo Serii B                        |
| Cosenza     | Cosenza       | Stadio San Vito-Gigi Marulla            | Fabio Caserta (1.–29. kolo) William Viali | 17. místo v Serii B                      |
| Cremonese   | Cremona       | Stadio Giovanni Zini                    | Davide Ballardini (1.–5. kolo) Giovanni Stroppa                                                                                                   | 19. místo v Serii A (sestup)             |
| Feralpisalò | Salò          | Stadio Leonardo Garilli                 | Stefano Vecchi (1.–10. kolo) Marco Zaffaroni | 1. místo ve skupině A v Serii C (postup) |
| Lecco       | Lecco         | Stadio Euganeo                          | Emiliano Bonazzoli (1.–3. kolo) Luciano Foschi (4.–9. kolo) Emiliano Bonazzoli (10.–24. kolo) Alfredo Aglietti (25.–31. kolo) Andrea Malgrati     | 3. místo ve skupině A v Serii C (postup) |
| Modena      | Modena        | Stadio Alberto Braglia                  | Paolo Bianco (1.–33. kolo) Pierpaolo Bisoli | 10. místo v Serii B                      |
| Palermo     | Palermo       | Stadio Renzo Barbera                    | Eugenio Corini (1.–31. kolo) Michele Mignani | 9. místo v Serii B                       |
| Parma       | Parma         | Stadio Ennio Tardini                    | Fabio Pecchia | 4. místo v Serii B                       |
| Pisa        | Pisa          | Campo del Littorio                      | Alberto Aquilani | 11. místo v Serii B                      |
| Reggiana    | Reggio Emilia | Stadio Arena Garibaldi-Romeo Anconetani | Alessandro Nesta | 1. místo ve skupině B v Serii C (postup) |
| Sampdoria   | Janov         | Stadio Luigi Ferraris                   | Andrea Pirlo | 20. místo v Serii A (sestup)             |
| Spezia      | La Spezia     | Stadio Alberto Picco                    | Massimiliano Alvini (1.–13. kolo) Luca D'Angelo                                                                                                   | 18. místo v Serii A (sestup)             |
| Südtirol    | Bolzano       | Stadio Druso                            | Pierpaolo Bisoli (1.–15. kolo) Federico Valente                                                                                                   | 6. místo v Serii B                       |
| Ternana     | Terni         | Stadio Libero Liberatii                 | Cristiano Lucarelli (1.–12. kolo) Roberto Breda                                                                                                   | 14. místo v Serii B                      |

## Tabulka
| Poř. | Tým                    | Z  | V  | R  | P  | VG | OG | B  |
| ---- | ---------------------- | -- | -- | -- | -- | -- | -- | -- |
| 1.   | Parma Calcio 1913      | 38 | 21 | 13 | 4  | 66 | 35 | 76 |
| 2.   | Como 1907              | 38 | 21 | 10 | 7  | 58 | 40 | 73 |
| 3.   | Benátky FC             | 38 | 21 | 7  | 10 | 9  | 46 | 70 |
| 4.   | US Cremonese           | 38 | 19 | 10 | 9  | 50 | 32 | 67 |
| 5.   | US Catanzaro 1929      | 38 | 17 | 9  | 12 | 59 | 50 | 60 |
| 6.   | Palermo FC             | 38 | 15 | 11 | 12 | 62 | 53 | 56 |
| 7.   | UC Sampdoria (-2 body) | 38 | 16 | 9  | 13 | 53 | 50 | 55 |
| 8.   | Brescia Calcio         | 38 | 12 | 15 | 11 | 44 | 40 | 51 |
| 9.   | Cosenza Calcio         | 38 | 11 | 14 | 13 | 47 | 42 | 47 |
| 10.  | Modena FC              | 38 | 10 | 17 | 11 | 41 | 47 | 47 |
| 11.  | AC Reggiana 1919       | 38 | 10 | 17 | 11 | 38 | 45 | 47 |
| 12.  | FC Südtirol            | 38 | 12 | 11 | 15 | 46 | 48 | 47 |
| 13.  | Pisa SC                | 38 | 11 | 13 | 14 | 51 | 54 | 46 |
| 14.  | AS Cittadella          | 38 | 11 | 13 | 14 | 40 | 47 | 46 |
| 15.  | Spezia Calcio          | 38 | 9  | 17 | 12 | 36 | 49 | 44 |
| 16.  | Ternana Calcio         | 38 | 11 | 10 | 17 | 43 | 50 | 43 |
| 17.  | SSC Bari               | 38 | 8  | 17 | 13 | 38 | 49 | 41 |
| 18.  | Ascoli Calcio 1898 FC  | 38 | 9  | 14 | 15 | 38 | 42 | 41 |
| 19.  | Feralpisalò            | 38 | 8  | 9  | 21 | 44 | 65 | 33 |
| 20.  | Calcio Lecco 1912      | 38 | 6  | 8  | 24 | 35 | 74 | 26 |

|  | Přímý postup do Serie A 2024/25 |
|  | Play off                        |
|  | Přímý sestup do Serie C 2024/25 |

## Play off
Boj o postupující místo do Serie A.

### Předkolo
Palermo FC - UC Sampdoria 2:0 

US Catanzaro 1929 - Brescia Calcio 4:2 v prodl.

### Semifinále
Palermo FC - Benátky FC 0:1 a 1:2 

US Catanzaro 1929 - US Cremonese 2:2 a 1:4

### Finále
US Cremonese – Benátky FC 0:0 a 0:1
Klub Benátky FC vyhrál play off a postoupil do Serie A.

## Play out
SSC Bari - Ternana Calcio 1:1 a 3:0
Klub Ternana Calcio sestoupilo do nižší ligy.